# IC 2005
IC 2005 — галактика типу S (спіральна галактика) у сузір'ї Персей.
Цей об'єкт міститься в оригінальній редакції індексного каталогу.